# ميرلين (شخصية أنمي)
ميرلين من الشخصيات الرئيسية لأنمي ومانغا الخطايا السبع المميتة.
هي ساحرة أو مشعوذة وتستخدم سحرها في العلاج وهي اخت الصغرى لاليزابث
وأحد قدراتها «الإلغاء المطلق» وهي تقنية تستخدمها لإلغاء أي تعويذة أو قوى سحرية 

الخطيئة: الشراهة | والرمز: الخنزير